# Theory of a Deadman (album)
Theory of a Deadman è un album del gruppo musicale omonimo, pubblicato il 17 settembre 2002.
L'album identifica immediatamente lo stile del gruppo che non ha subito nel corso degli anni sostanziali svolte artistiche.
Vendette oltre 150 000 copie in tutto il mondo.

## Tracce
1. Invisible Man – 2:41
2. Nothing Could Come Between Us – 3:24
3. Make Up Your Mind – 4:02
4. Point to Prove – 3:38
5. Leg to Stand On – 3:26
6. What You Deserve – 4:00
7. The Last Song – 4:27
8. Say I'm Sorry – 3:15
9. Any Other Way – 3:47
10. Confession – 3:57